# Elfriedella amoena
Elfriedella amoena là một loài ruồi trong họ Tachinidae.